# Liste des aqueducs de France protégés aux monuments historiques
Cet article recense les aqueducs protégés aux monuments historiques en France.

## Liste

### Auvergne-Rhône-Alpes
| Édifice                                               | Département | Commune                                                                | Coordonnées                      | Notice         | Protection | Illustration                                         |
| ----------------------------------------------------- | ----------- | ---------------------------------------------------------------------- | -------------------------------- | -------------- | --- | ---------------------------------------------------- |
| Aqueduc romain de Briord                              | Ain         | Briord                                                                 | 45° 47′ 15″ nord, 5° 28′ 00″ est | « PA00116351 » | Classé MH (1904) | Aqueduc romain de Briord                             |
| Aqueduc romain de Vieu                                | Ain         | Valromey-sur-Séran                                                     | 45° 54′ 02″ nord, 5° 40′ 56″ est | « PA00116602 » | Classé MH (1840) | Aqueduc romain de Vieu                               |
| Aqueduc du château de Joviac                          | Ardèche     | Rochemaure Le Teil                                                     | 44° 34′ 03″ nord, 4° 41′ 14″ est | « PA00116758 » | Classé MH (2001) | Image manquante Téléverser                           |
| Aqueduc romain de Vienne                              | Isère       | Vienne                                                                 | 45° 31′ 33″ nord, 4° 52′ 45″ est | « PA00117319 » | Classé MH (1946) | Image manquante Téléverser                           |
| Aqueduc du Gier (cave du Curé)                        | Loire       | Chagnon                                                                | 45° 32′ 13″ nord, 4° 33′ 06″ est | « PA00117433 » | Classé MH (1962) | Aqueduc du Gier(cave du Curé)                        |
| Aqueduc du Gier (ponts des Murès et de Feloin)        | Loire       | Genilac                                                                | 45° 31′ 37″ nord, 4° 34′ 16″ est | « PA00117493 » | Classé MH (1962) | Aqueduc du Gier(ponts des Murès et de Feloin)        |
| Aqueduc du Gier (section du Langonand)                | Loire       | Saint-Chamond                                                          | 45° 28′ 18″ nord, 4° 29′ 30″ est | « PA42000055 » | Inscrit MH (2022) | Image manquante Téléverser                           |
| Aqueduc du Gier (canal)                               | Loire       | Saint-Chamond                                                          | 45° 29′ 38″ nord, 4° 31′ 26″ est | « PA42000057 » | Inscrit MH (2023) | Image manquante Téléverser                           |
| Aqueduc du Gier                                       | Rhône       | Brignais Chaponost Lyon Mornant Sainte-Foy-lès-Lyon Soucieu-en-Jarrest | 45° 41′ 24″ nord, 4° 44′ 00″ est | « PA00117723 » | Classé MH (1862) · Classé MH (1875) · Classé MH (1906) · Classé MH (1900) · Classé MH (1912) · Inscrit MH (1926) · Classé MH (1930) · Classé MH (1960) · Inscrit MH (1964) · Classé MH (1986) | Aqueduc du Gier                                      |
| Aqueduc du Gier (pont de la Billanière)               | Rhône       | Chabanière                                                             | 45° 34′ 42″ nord, 4° 36′ 40″ est | « PA00118145 » | Inscrit MH (1991) | Aqueduc du Gier(pont de la Billanière)               |
| Aqueduc du Gier (pont du Grand Bozançon)              | Rhône       | Chabanière                                                             | 45° 34′ 20″ nord, 4° 36′ 24″ est | « PA00118143 » | Inscrit MH (1991) | Aqueduc du Gier(pont du Grand Bozançon)              |
| Aqueduc du Gier (pont des Granges)                    | Rhône       | Chabanière                                                             | 45° 34′ 20″ nord, 4° 37′ 37″ est | « PA00118148 » | Inscrit MH (1991) | Aqueduc du Gier(pont des Granges)                    |
| Aqueduc du Gier (pont de Jurieux)                     | Rhône       | Chabanière                                                             | 45° 34′ 30″ nord, 4° 37′ 02″ est | « PA00118147 » | Inscrit MH (1991) | Aqueduc du Gier(pont de Jurieux)                     |
| Aqueduc du Gier (pont de Virieux)                     | Rhône       | Chabanière                                                             | 45° 34′ 45″ nord, 4° 36′ 32″ est | « PA00118144 » | Inscrit MH (1991) | Aqueduc du Gier(pont de Virieux)                     |
| Aqueduc du Gier (alignement du Plat de l'Air)         | Rhône       | Chaponost                                                              | 45° 43′ 15″ nord, 4° 45′ 35″ est | « PA00118131 » | Inscrit MH (1991) | Aqueduc du Gier(alignement du Plat de l'Air)         |
| Aqueduc du Gier (réservoir de la Gagère)              | Rhône       | Chaponost                                                              | 45° 41′ 45″ nord, 4° 44′ 19″ est | « PA00118130 » | Inscrit MH (1991) | Image manquante Téléverser                           |
| Aqueduc de l'Yzeron                                   | Rhône       | Craponne                                                               | 45° 44′ 59″ nord, 4° 44′ 07″ est | « PA00117753 » | Inscrit MH (1982) | Aqueduc de l'Yzeron                                  |
| Aqueduc de la Brévenne                                | Rhône       | Écully Tassin-la-Demi-Lune                                             | 45° 45′ 39″ nord, 4° 47′ 09″ est | « PA00117757 » | Classé MH (1945) · Inscrit MH (1985) · Classé MH (1986) | Aqueduc de la Brévenne                               |
| Aqueduc du Gier (réservoir de l'Angélique)            | Rhône       | Lyon                                                                   | 45° 45′ 54″ nord, 4° 49′ 23″ est | « PA00118137 » | Inscrit MH (1991) | Image manquante Téléverser                           |
| Aqueduc du Gier (La Condamine)                        | Rhône       | Mornant                                                                | 45° 36′ 52″ nord, 4° 39′ 53″ est | « PA69000060 » | Inscrit MH (2018) | Aqueduc du Gier(La Condamine)                        |
| Aqueduc du Gier (Le Corsonat)                         | Rhône       | Mornant                                                                | 45° 36′ 11″ nord, 4° 39′ 20″ est | « PA69000061 » | Inscrit MH (2018) | Image manquante Téléverser                           |
| Aqueduc du Gier (conduite du Mornantet)               | Rhône       | Mornant                                                                | 45° 37′ 17″ nord, 4° 40′ 00″ est | « PA69000062 » | Inscrit MH (2018) | Aqueduc du Gier(conduite du Mornantet)               |
| Aqueduc du Gier (Le Villard)                          | Rhône       | Mornant                                                                | 45° 37′ 14″ nord, 4° 39′ 59″ est | « PA69000063 » | Inscrit MH (2018) | Image manquante Téléverser                           |
| Aqueduc du Gier (pont du Merdanson)                   | Rhône       | Orliénas                                                               | 45° 39′ 50″ nord, 4° 41′ 44″ est | « PA69000077 » | Inscrit MH (2021) | Image manquante Téléverser                           |
| Aqueduc du Gier (Le Violon)                           | Rhône       | Orliénas                                                               | 45° 39′ 51″ nord, 4° 41′ 45″ est | « PA69000084 » | Inscrit MH (2024) | Image manquante Téléverser                           |
| Aqueduc des monts d'Or (réservoirs du vallon d'Arche) | Rhône       | Saint-Romain-au-Mont-d'Or                                              | 45° 49′ 48″ nord, 4° 48′ 45″ est | « PA00118149 » | Inscrit MH (1991) | Aqueduc des monts d'Or(réservoirs du vallon d'Arche) |
| Aqueduc du Gier (piles du chemin de Narcel)           | Rhône       | Sainte-Foy-lès-Lyon                                                    | 45° 44′ 06″ nord, 4° 48′ 01″ est | « PA00118146 » | Inscrit MH (1991) | Aqueduc du Gier(piles du chemin de Narcel)           |

### Bourgogne-Franche-Comté
| Édifice | Département | Commune                                      | Coordonnées                      | Notice         | Protection        | Illustration |
| --- | ----------- | -------------------------------------------- | -------------------------------- | -------------- | ----------------- | --- |
| Pont des Arvaux | Côte-d'Or   | Noiron-sous-Gevrey                           | 47° 11′ 57″ nord, 5° 05′ 02″ est | « PA00112569 » | Classé MH (1991)  | Pont des Arvaux |
| Aqueduc d'Arcier | Doubs       | Besançon Chalèze Montfaucon Vaire            | 47° 16′ 07″ nord, 6° 07′ 04″ est | « PA25000093 » | Inscrit MH (2021) | Aqueduc d'Arcier |
| Saumoduc de Salins-les-Bains à Arc-et-Senans (cuvettes de Monplaisir et de Perrichon, passage sous la route de Lyon) | Doubs Jura  | Port-Lesney Rennes-sur-Loue Salins-les-Bains | 47° 00′ 18″ nord, 5° 48′ 46″ est | « PA39000097 » | Inscrit MH (2009) | Saumoduc de Salins-les-Bains à Arc-et-Senans(cuvettes de Monplaisir et de Perrichon, passage sous la route de Lyon) |
| Aqueducs de l'abbaye Notre-Dame-de-la-Charité                                                                        | Haute-Saône | Neuvelle-lès-la-Charité                      | 47° 31′ 03″ nord, 5° 56′ 00″ est | « PA00135346 » | Classé MH (1996)  | Image manquante Téléverser                                                                                          |
| Aqueduc romain de Villards-d'Héria                                                                                   | Jura        | Villards-d'Héria                             | 46° 25′ 24″ nord, 5° 44′ 34″ est | « PA00102052 » | Inscrit MH (1948) | Image manquante Téléverser                                                                                          |

### Bretagne
| Édifice                            | Département   | Commune           | Coordonnées                        | Notice         | Protection        | Illustration                       |
| ---------------------------------- | ------------- | ----------------- | ---------------------------------- | -------------- | ----------------- | ---------------------------------- |
| Aqueduc sur le Guindy              | Côtes-d'Armor | Minihy-Tréguier   | 48° 47′ 07″ nord, 3° 15′ 10″ ouest | « PA00089331 » | Inscrit MH (1931) | Aqueduc sur le Guindy              |
| Tunnel de Kervoaguel               | Côtes-d'Armor | Le Moustoir Paule | 48° 16′ 10″ nord, 3° 28′ 21″ ouest | « PA22000019 » | Inscrit MH (2005) | Image manquante Téléverser         |
| Aqueduc romain de Carhaix-Plouguer | Finistère     | Carhaix-Plouguer  | 48° 16′ 47″ nord, 3° 34′ 06″ ouest | « PA00089858 » | Classé MH (1862)  | Aqueduc romain de Carhaix-Plouguer |
| Aqueduc gallo-romain de Rosnarho   | Morbihan      | Crach             | 47° 38′ 20″ nord, 2° 58′ 22″ ouest | « PA56000019 » | Inscrit MH (2002) | Image manquante Téléverser         |

### Centre-Val de Loire
| Édifice              | Département    | Commune                                     | Coordonnées                      | Notice         | Protection                                              | Illustration         |
| -------------------- | -------------- | ------------------------------------------- | -------------------------------- | -------------- | ------------------------------------------------------- | -------------------- |
| Aqueduc de Maintenon | Eure-et-Loir   | Berchères-Saint-Germain Maintenon Pontgouin | 48° 32′ 47″ nord, 1° 30′ 05″ est | « PA00096969 » | Classé MH (1875) · Classé MH (1910) · Inscrit MH (1934) | Aqueduc de Maintenon |
| Aqueduc de Fontenay  | Indre-et-Loire | Athée-sur-Cher                              | 47° 20′ 07″ nord, 0° 56′ 07″ est | « PA00097533 » | Classé MH (1966)                                        | Aqueduc de Fontenay  |
| Aqueduc de Luynes    | Indre-et-Loire | Luynes                                      | 47° 23′ 53″ nord, 0° 34′ 07″ est | « PA00097846 » | Classé MH (1862)                                        | Aqueduc de Luynes    |

### Grand Est
| Édifice                    | Département | Commune                         | Coordonnées                      | Notice         | Protection                                             | Illustration               |
| -------------------------- | ----------- | ------------------------------- | -------------------------------- | -------------- | ------------------------------------------------------ | -------------------------- |
| Aqueduc romain du Châtelet | Haute-Marne | Fontaines-sur-Marne             | 48° 33′ 01″ nord, 5° 06′ 45″ est | « PA00079059 » | Classé MH (1883)                                       | Aqueduc romain du Châtelet |
| Aqueduc de Gorze à Metz    | Moselle     | Ars-sur-Moselle Jouy-aux-Arches | 49° 04′ 06″ nord, 6° 04′ 06″ est | « PA00106722 » | Classé MH (1840) · Classé MH (1980) · Classé MH (1990) | Aqueduc de Gorze à Metz    |

### Guadeloupe
| Édifice                             | Département | Commune        | Coordonnées                         | Notice         | Protection        | Illustration               |
| ----------------------------------- | ----------- | -------------- | ----------------------------------- | -------------- | ----------------- | -------------------------- |
| Aqueduc de Petite Guinée            | Guadeloupe  | Basse-Terre    | 15° 59′ 47″ nord, 61° 43′ 41″ ouest | « PA97100013 » | Inscrit MH (2003) | Aqueduc de Petite Guinée   |
| Aqueduc de l'habitation La Lise     | Guadeloupe  | Bouillante     | 16° 09′ 33″ nord, 61° 46′ 26″ ouest | « PA00105879 » | Classé MH (1993)  | Image manquante Téléverser |
| Aqueduc de l'habitation Bisdary     | Guadeloupe  | Gourbeyre      | 15° 59′ 16″ nord, 61° 42′ 31″ ouest | « PA97100024 » | Inscrit MH (2007) | Image manquante Téléverser |
| Aqueduc de l'habitation Mont-Carmel | Guadeloupe  | Saint-Claude   | 16° 00′ 37″ nord, 61° 42′ 32″ ouest | « PA00105871 » | Inscrit MH (1987) | Image manquante Téléverser |
| Aqueduc de l'habitation Belleville  | Guadeloupe  | Trois-Rivières | à géolocaliser                      | « PA97100073 » | Classé MH (2019)  | Image manquante Téléverser |

### Hauts-de-France
| Édifice                                  | Département | Commune         | Coordonnées                      | Notice         | Protection        | Illustration               |
| ---------------------------------------- | ----------- | --------------- | -------------------------------- | -------------- | ----------------- | -------------------------- |
| Aqueduc de la maison de source de Belleu | Aisne       | Belleu Soissons | 49° 21′ 48″ nord, 3° 20′ 37″ est | « PA02000071 » | Inscrit MH (2007) | Image manquante Téléverser |

### Île-de-France
| Édifice                                                       | Département        | Commune                                                         | Coordonnées                      | Notice         | Protection                                              | Illustration                                              |
| ------------------------------------------------------------- | ------------------ | --------------------------------------------------------------- | -------------------------------- | -------------- | ------------------------------------------------------- | --------------------------------------------------------- |
| Pont-aqueduc de la Jeurre                                     | Essonne            | Étréchy Morigny-Champigny                                       | 48° 28′ 40″ nord, 2° 11′ 32″ est | « PA00088052 » | Inscrit MH (1990)                                       | Image manquante Téléverser                                |
| Aqueduc du château de Méréville                               | Essonne            | Méréville                                                       | 48° 19′ 16″ nord, 2° 05′ 24″ est | « PA00087953 » | Inscrit MH (2013)                                       | Image manquante Téléverser                                |
| Eaux de Belleville                                            | Paris              | Paris 10 Paris 19 Paris 20                                      | 48° 52′ 33″ nord, 2° 23′ 39″ est | « PA75200003 » | Classé MH (2006)                                        | Eaux de Belleville                                        |
| Eaux de Belleville (regard de la Lanterne)                    | Paris              | Paris 19                                                        | 48° 52′ 33″ nord, 2° 23′ 41″ est | « PA00086774 » | Classé MH (2006)                                        | Eaux de Belleville(regard de la Lanterne)                 |
| Eaux de Belleville (regard Saint-Louis)                       | Paris              | Paris 19                                                        | 48° 52′ 32″ nord, 2° 23′ 30″ est | « PA00086777 » | Classé MH (2006)                                        | Image manquante Téléverser                                |
| Aqueduc Médicis                                               | Paris Val-de-Marne | Arcueil Cachan Fresnes L'Haÿ-les-Roses Gentilly Paris 14 Rungis | 48° 44′ 58″ nord, 2° 20′ 59″ est | « PA00086607 » | Inscrit MH (1988) · Classé MH (1991) · Classé MH (1994) | Aqueduc Médicis                                           |
| Aqueduc Médicis (hôpital La Rochefoucauld, regard de Saux)    | Paris              | Paris 14                                                        | 48° 49′ 56″ nord, 2° 19′ 58″ est | « PA00086618 » | Inscrit MH (2004)                                       | Aqueduc Médicis(hôpital La Rochefoucauld, regard de Saux) |
| Aqueduc Médicis (regard du jardin de l'Observatoire de Paris) | Paris              | Paris 14                                                        | 48° 50′ 09″ nord, 2° 20′ 08″ est | « PA00086634 » | Inscrit MH (1982)                                       | Image manquante Téléverser                                |
| Aqueducs du château de Vaux-le-Vicomte                        | Seine-et-Marne     | Maincy Moisenay                                                 | 48° 33′ 37″ nord, 2° 43′ 00″ est | « PA00087074 » | Classé MH (1929)                                        | Image manquante Téléverser                                |
| Aqueduc de Lutèce                                             | Val-de-Marne       | Cachan                                                          | 48° 47′ 58″ nord, 2° 19′ 56″ est | « PA00079853 » | Classé MH (1862)                                        | Aqueduc de Lutèce                                         |
| Aqueduc de Buc                                                | Yvelines           | Buc                                                             | 48° 46′ 18″ nord, 2° 07′ 57″ est | « PA00087387 » | Classé MH (1952)                                        | Aqueduc de Buc                                            |
| Aqueduc de Retz                                               | Yvelines           | Chambourcy Saint-Germain-en-Laye                                | 48° 53′ 37″ nord, 2° 01′ 36″ est | « PA00087397 » | Inscrit MH (1988)                                       | Image manquante Téléverser                                |
| Aqueduc de Louveciennes                                       | Yvelines           | Louveciennes                                                    | 48° 51′ 45″ nord, 2° 06′ 33″ est | « PA00087477 » | Classé MH (1953)                                        | Aqueduc de Louveciennes                                   |
| Aqueduc de Louveciennes (regard du Jongleur)                  | Yvelines           | Louveciennes                                                    | 48° 51′ 18″ nord, 2° 06′ 28″ est | « PA78000009 » | Inscrit MH (1999)                                       | Aqueduc de Louveciennes(regard du Jongleur)               |
| Aqueduc de la machine des eaux de Maisons-Laffitte            | Yvelines           | Maisons-Laffitte                                                | 48° 56′ 37″ nord, 2° 09′ 14″ est | « PA00087498 » | Inscrit MH (1974)                                       | Image manquante Téléverser                                |

### La Réunion
| Édifice        | Département | Commune     | Coordonnées                      | Notice         | Protection        | Illustration   |
| -------------- | ----------- | ----------- | -------------------------------- | -------------- | ----------------- | -------------- |
| Aqueduc du Gol | La Réunion  | Saint-Louis | 21° 16′ 58″ sud, 55° 24′ 22″ est | « PA97400130 » | Inscrit MH (2014) | Aqueduc du Gol |

### Martinique
| Édifice                               | Département | Commune       | Coordonnées                         | Notice         | Protection        | Illustration               |
| ------------------------------------- | ----------- | ------------- | ----------------------------------- | -------------- | ----------------- | -------------------------- |
| Aqueduc de l'habitation Leyritz       | Martinique  | Basse-Pointe  | 14° 50′ 48″ nord, 61° 06′ 47″ ouest | « PA97200034 » | Inscrit MH (2014) | Image manquante Téléverser |
| Aqueduc de l'habitation Beauséjour    | Martinique  | Grand'Rivière | 14° 52′ 22″ nord, 61° 10′ 24″ ouest | « PA00135667 » | Classé MH (1996)  | Image manquante Téléverser |
| Aqueduc de l'habitation Saint-Étienne | Martinique  | Gros-Morne    | 14° 41′ 24″ nord, 61° 00′ 50″ ouest | « PA97200013 » | Inscrit MH (2010) | Image manquante Téléverser |

### Normandie
| Édifice                                     | Département    | Commune               | Coordonnées                        | Notice         | Protection        | Illustration               |
| ------------------------------------------- | -------------- | --------------------- | ---------------------------------- | -------------- | ----------------- | -------------------------- |
| Grand aqueduc de l'abbaye Notre-Dame du Bec | Eure           | Le Bec-Hellouin       | 49° 13′ 33″ nord, 0° 43′ 17″ est   | « PA00099327 » | Classé MH (2008)  | Image manquante Téléverser |
| Aqueduc de Coutances                        | Manche         | Coutances             | 49° 03′ 05″ nord, 1° 27′ 06″ ouest | « PA00110374 » | Classé MH (1840)  | Aqueduc de Coutances       |
| Aqueduc de l'abbaye de La Lucerne           | Manche         | La Lucerne-d'Outremer | 48° 47′ 30″ nord, 1° 27′ 57″ ouest | « PA00110442 » | Classé MH (1928)  | Image manquante Téléverser |
| Aqueduc de Carville                         | Seine-Maritime | Rouen                 | 49° 26′ 32″ nord, 1° 06′ 38″ est   | « PA76000071 » | Inscrit MH (2005) | Aqueduc de Carville        |

### Nouvelle-Aquitaine
| Édifice                                                    | Département       | Commune                                 | Coordonnées                        | Notice         | Protection                          | Illustration                                  |
| ---------------------------------------------------------- | ----------------- | --------------------------------------- | ---------------------------------- | -------------- | ----------------------------------- | --------------------------------------------- |
| Aqueduc de la villa gallo-romaine de la Coue d'Auzenat     | Charente          | Brossac                                 | 45° 19′ 56″ nord, 0° 01′ 41″ ouest | « PA00104263 » | Classé MH (1889)                    | Image manquante Téléverser                    |
| Aqueduc de Cassinomagus                                    | Charente          | Chassenon                               | 45° 50′ 53″ nord, 0° 46′ 22″ est   | « PA00104286 » | Classé MH (2023)                    | Image manquante Téléverser                    |
| Aqueduc de Saintes                                         | Charente-Maritime | Le Douhet Fontcouverte Saintes Vénérand | 45° 44′ 40″ nord, 0° 36′ 58″ ouest | « PA00104671 » | Classé MH (1840) · Classé MH (2014) | Aqueduc de Saintes                            |
| Canal des moines                                           | Corrèze           | Aubazines                               | 45° 10′ 26″ nord, 1° 40′ 57″ est   | « PA00099659 » | Classé MH (1965) · Classé MH (1966) | Canal des moines                              |
| Aqueduc du port de Lanquais (canal de Lalinde)             | Dordogne          | Baneuil                                 | 44° 50′ 22″ nord, 0° 40′ 25″ est   | « PA24000002 » | Inscrit MH (1996)                   | Aqueduc du port de Lanquais(canal de Lalinde) |
| Aqueduc d'irrigation du château de Pouthet                 | Dordogne          | Eymet                                   | 44° 41′ 07″ nord, 0° 24′ 49″ est   | « PA24000051 » | Inscrit MH (2006)                   | Image manquante Téléverser                    |
| Aqueduc de la Tuilerie de Villeneuve (canal de Lalinde)    | Dordogne          | Lalinde                                 | 44° 50′ 39″ nord, 0° 46′ 47″ est   | « PA24000005 » | Inscrit MH (1996)                   | Image manquante Téléverser                    |
| Aqueduc des ruines gallo-romaines des Gogues               | Gironde           | Bourg                                   | 45° 02′ 39″ nord, 0° 34′ 15″ ouest | « PA00083487 » | Inscrit MH (1934)                   | Image manquante Téléverser                    |
| Aqueducs du château de Sannat                              | Haute-Vienne      | Roussac Saint-Junien-les-Combes         | 46° 05′ 15″ nord, 1° 08′ 12″ est   | « PA87000010 » | Inscrit MH (2012)                   | Image manquante Téléverser                    |
| Aqueduc du château du Sendat                               | Lot-et-Garonne    | La Réunion                              | 44° 17′ 25″ nord, 0° 07′ 51″ est   | « PA47000017 » | Inscrit MH (2016)                   | Image manquante Téléverser                    |
| Arcs de Parigny (restes de l'aqueduc romain de l'Ermitage) | Vienne            | Saint-Benoît                            | 46° 33′ 28″ nord, 0° 19′ 24″ est   | « PA00105682 » | Inscrit MH (1927)                   | Image manquante Téléverser                    |

### Occitanie
| Édifice                                                                                          | Département         | Commune                                         | Coordonnées                      | Notice         | Protection                                               | Illustration                                                                                    |
| ------------------------------------------------------------------------------------------------ | ------------------- | ----------------------------------------------- | -------------------------------- | -------------- | -------------------------------------------------------- | ----------------------------------------------------------------------------------------------- |
| Aqueduc de l'étang de Jouarres (canal du Midi)                                                   | Aude                | Azille                                          | 43° 16′ 01″ nord, 2° 42′ 20″ est | « PA11000008 » | Inscrit MH (1997)                                        | Aqueduc de l'étang de Jouarres(canal du Midi)                                                   |
| Pont-canal du Fresquel (canal du Midi)                                                           | Aude                | Carcassonne                                     | 43° 14′ 16″ nord, 2° 22′ 24″ est | « PA11000001 » | Inscrit MH (1996)                                        | Pont-canal du Fresquel(canal du Midi)                                                           |
| Aqueduc des sources de Fontfroide                                                                | Aude                | Montredon-des-Corbières                         | 43° 10′ 54″ nord, 2° 56′ 30″ est | « PA11000063 » | Inscrit MH (2023)                                        | Image manquante Téléverser                                                                      |
| Aqueduc de l'abbaye de Saint-Polycarpe                                                           | Aude                | Saint-Polycarpe                                 | 43° 02′ 25″ nord, 2° 17′ 25″ est | « PA00102933 » | Inscrit MH (1990)                                        | Aqueduc de l'abbaye de Saint-Polycarpe                                                          |
| Pont-canal de l'Orbiel (canal du Midi)                                                           | Aude                | Trèbes                                          | 43° 12′ 52″ nord, 2° 26′ 21″ est | « PA00102912 » | Classé MH (1950)                                         | Pont-canal de l'Orbiel(canal du Midi)                                                           |
| Pont-canal de Répudre (canal du Midi)                                                            | Aude                | Ventenac-en-Minervois                           | 43° 15′ 16″ nord, 2° 50′ 25″ est | « PA00102915 » | Inscrit MH (1942)                                        | Pont-canal de Répudre(canal du Midi)                                                            |
| Aqueducs du réseau hydraulique médiéval de Castelnau-Pégayrols                                   | Aveyron             | Castelnau-Pégayrols                             | 44° 07′ 48″ nord, 2° 55′ 48″ est | « PA12000005 » | Inscrit MH (1997)                                        | Aqueducs du réseau hydraulique médiéval de Castelnau-Pégayrols                                  |
| Aqueduc de Nîmes                                                                                 | Gard                | Argilliers Saint-Maximin Uzès Vers-Pont-du-Gard | 43° 58′ 46″ nord, 4° 29′ 36″ est | « PA30000004 » | Inscrit MH (1997)                                        | Aqueduc de Nîmes                                                                                |
| Aqueduc de Nîmes                                                                                 | Gard                | Bezouce                                         | 43° 52′ 53″ nord, 4° 30′ 04″ est | « PA30000028 » | Inscrit MH (1999)                                        | Image manquante Téléverser                                                                      |
| Aqueduc de Nîmes                                                                                 | Gard                | Lédenon                                         | 43° 53′ 36″ nord, 4° 32′ 03″ est | « PA30000019 » | Inscrit MH (1998)                                        | Image manquante Téléverser                                                                      |
| Aqueduc de Nîmes                                                                                 | Gard                | Marguerittes                                    | 43° 52′ 04″ nord, 4° 26′ 01″ est | « PA30000026 » | Inscrit MH (1999)                                        | Image manquante Téléverser                                                                      |
| Aqueduc de Nîmes                                                                                 | Gard                | Remoulins                                       | 43° 56′ 32″ nord, 4° 32′ 54″ est | « PA30000021 » | Inscrit MH (1998)                                        | Image manquante Téléverser                                                                      |
| Aqueduc de Nîmes (arches de la Combe Pradier, de la Combe Joseph et de la de la Combe Roussière) | Gard                | Remoulins                                       | 43° 56′ 31″ nord, 4° 32′ 34″ est | « PA00103176 » | Classé MH (1979) · Inscrit MH (1979)                     | Aqueduc de Nîmes(arches de la Combe Pradier, de la Combe Joseph et de la de la Combe Roussière) |
| Aqueduc de Nîmes                                                                                 | Gard                | Saint-Bonnet-du-Gard                            | 43° 55′ 42″ nord, 4° 32′ 01″ est | « PA30000022 » | Inscrit MH (1998) · Inscrit MH (1998)                    | Image manquante Téléverser                                                                      |
| Aqueduc de Nîmes                                                                                 | Gard                | Saint-Gervazy                                   | 43° 52′ 41″ nord, 4° 27′ 25″ est | « PA30000027 » | Inscrit MH (1999)                                        | Image manquante Téléverser                                                                      |
| Aqueduc du château de Saint-Laurent-le-Minier                                                    | Gard                | Saint-Laurent-le-Minier                         | 43° 55′ 35″ nord, 3° 39′ 47″ est | « PA00103226 » | Inscrit MH (1988)                                        | Image manquante Téléverser                                                                      |
| Aqueduc de Nîmes                                                                                 | Gard                | Sernhac                                         | 43° 54′ 44″ nord, 4° 33′ 04″ est | « PA30000018 » | Inscrit MH (1998)                                        | Image manquante Téléverser                                                                      |
| Aqueduc de Nîmes                                                                                 | Gard                | Uzès                                            | 44° 00′ 17″ nord, 4° 25′ 37″ est | « PA30000010 » | Inscrit MH (1997)                                        | Image manquante Téléverser                                                                      |
| Pont du Gard (aqueduc de Nîmes)                                                                  | Gard                | Vers-Pont-du-Gard                               | 43° 57′ 41″ nord, 4° 32′ 00″ est | « PA00103291 » | Classé MH (1840) · Inscrit MH (1987) · Inscrit MH (1997) | Pont du Gard(aqueduc de Nîmes)                                                                  |
| Aqueduc souterrain du domaine de Montaut                                                         | Gard                | Villeneuve-lès-Avignon                          | 43° 57′ 33″ nord, 4° 47′ 25″ est | « PA30000012 » | Inscrit MH (1997)                                        | Image manquante Téléverser                                                                      |
| Pont-canal d'Ayguesvives (canal du Midi)                                                         | Haute-Garonne       | Ayguesvives                                     | 43° 26′ 42″ nord, 1° 36′ 03″ est | « PA31000019 » | Inscrit MH (1998)                                        | Image manquante Téléverser                                                                      |
| Aqueduc de Castanet (canal du Midi)                                                              | Haute-Garonne       | Castanet-Tolosan                                | 43° 31′ 22″ nord, 1° 31′ 08″ est | « PA31000021 » | Inscrit MH (1998)                                        | Image manquante Téléverser                                                                      |
| Aqueduc de la Joncasse (canal du Midi)                                                           | Haute-Garonne       | Deyme                                           | 43° 29′ 18″ nord, 1° 32′ 38″ est | « PA31000023 » | Inscrit MH (1998)                                        | Aqueduc de la Joncasse(canal du Midi)                                                           |
| Aqueduc des Voûtes (canal du Midi)                                                               | Haute-Garonne       | Gardouch Renneville                             | 43° 23′ 10″ nord, 1° 42′ 32″ est | « PA31000025 » | Inscrit MH (1998)                                        | Image manquante Téléverser                                                                      |
| Pont-canal de Négra (canal du Midi)                                                              | Haute-Garonne       | Montesquieu-Lauragais                           | à géolocaliser                   | « PA31000027 » | Inscrit MH (1998)                                        | Pont-canal de Négra(canal du Midi)                                                              |
| Aqueduc de Saint-Agne (canal du Midi)                                                            | Haute-Garonne       | Ramonville-Saint-Agne                           | 43° 32′ 52″ nord, 1° 29′ 05″ est | « PA31000030 » | Inscrit MH (1998)                                        | Aqueduc de Saint-Agne(canal du Midi)                                                            |
| Aqueduc de Balaruc                                                                               | Hérault             | Balaruc-les-Bains Balaruc-le-Vieux              | 43° 26′ 55″ nord, 3° 40′ 54″ est | « PA34000069 » | Inscrit MH (2008)                                        | Image manquante Téléverser                                                                      |
| Pont-canal de l'Orb (canal du Midi)                                                              | Hérault             | Béziers                                         | 43° 20′ 05″ nord, 3° 12′ 46″ est | « PA34000003 » | Inscrit MH (1996)                                        | Pont-canal de l'Orb(canal du Midi)                                                              |
| Aqueduc de Castries                                                                              | Hérault             | Castries                                        | 43° 41′ 33″ nord, 3° 59′ 12″ est | « PA00103409 » | Classé MH (1949)                                         | Aqueduc de Castries                                                                             |
| Piles de Causses-et-Veyran                                                                       | Hérault             | Causses-et-Veyran                               | 43° 27′ 55″ nord, 3° 05′ 56″ est | « PA00103414 » | Inscrit MH (1963)                                        | Image manquante Téléverser                                                                      |
| Pont-aqueduc de la manufacture de Villeneuvette                                                  | Hérault             | Clermont-l'Hérault Mourèze Villeneuvette        | 43° 36′ 40″ nord, 3° 23′ 59″ est | « PA00103759 » | Inscrit MH (2014)                                        | Image manquante Téléverser                                                                      |
| Tunnel-aqueduc de drainage de l'étang de Montady                                                 | Hérault             | Colombiers Nissan-lez-Enserune                  | 43° 18′ 19″ nord, 3° 07′ 30″ est | « PA34000063 » | Classé MH (2009)                                         | Image manquante Téléverser                                                                      |
| Aqueduc de Béziers                                                                               | Hérault             | Corneilhan Fouzilhon Gabian Magalas Puissalicon | 43° 29′ 05″ nord, 3° 14′ 36″ est | « PA00125491 » | Inscrit MH (1993)                                        | Image manquante Téléverser                                                                      |
| Aqueduc Saint-Clément                                                                            | Hérault             | Montferrier-sur-Lez Saint-Clément-de-Rivière    | 43° 39′ 11″ nord, 3° 51′ 24″ est | « PA00132761 » | Inscrit MH (1994) · Inscrit MH (2022)                    | Aqueduc Saint-Clément                                                                           |
| Aqueduc du château de la Mogère                                                                  | Hérault             | Montpellier                                     | 43° 36′ 02″ nord, 3° 55′ 35″ est | « PA00103527 » | Classé MH (1945)                                         | Image manquante Téléverser                                                                      |
| Aqueduc Saint-Clément                                                                            | Hérault             | Montpellier                                     | 43° 36′ 41″ nord, 3° 52′ 13″ est | « PA00103609 » | Inscrit MH (1954) · Classé MH (1954) · Inscrit MH (2022) | Aqueduc Saint-Clément                                                                           |
| Pont-aqueduc sur l'Ognon canal du Midi                                                           | Hérault             | Olonzac                                         | 43° 16′ 09″ nord, 2° 44′ 24″ est | « PA34000011 » | Inscrit MH (1998)                                        | Image manquante Téléverser                                                                      |
| Aqueduc de Vendres                                                                               | Hérault             | Vendres                                         | 43° 16′ 01″ nord, 3° 13′ 38″ est | « PA00103744 » | Inscrit MH (1926)                                        | Image manquante Téléverser                                                                      |
| Aqueduc romain de Divona                                                                         | Lot                 | Vers                                            | 44° 28′ 15″ nord, 1° 32′ 21″ est | « PA00095280 » | Inscrit MH (1953)                                        | Aqueduc romain de Divona                                                                        |
| Aqueduc de l'hôpital thermal des armées                                                          | Pyrénées-Orientales | Amélie-les-Bains-Palalda                        | 42° 28′ 18″ nord, 2° 40′ 14″ est | « PA66000018 » | Inscrit MH (2007)                                        | Image manquante Téléverser                                                                      |
| Pont-aqueduc d'Ansignan                                                                          | Pyrénées-Orientales | Ansignan                                        | 42° 45′ 54″ nord, 2° 30′ 53″ est | « PA00103951 » | Classé MH (1974)                                         | Pont-aqueduc d'Ansignan                                                                         |
| Pont aqueduc d'en Labau                                                                          | Pyrénées-Orientales | Bouleternère Ille-sur-Têt Rodès                 | 42° 39′ 41″ nord, 2° 34′ 07″ est | « PA66000036 » | Inscrit MH (2011)                                        | Pont aqueduc d'en Labau                                                                         |
| Aqueduc des Arcades                                                                              | Pyrénées-Orientales | Perpignan                                       | 42° 40′ 33″ nord, 2° 53′ 13″ est | « PA00104064 » | Classé MH (1984)                                         | Aqueduc des Arcades                                                                             |

### Pays de la Loire
| Édifice                      | Département | Commune | Coordonnées                        | Notice         | Protection        | Illustration                 |
| ---------------------------- | ----------- | ------- | ---------------------------------- | -------------- | ----------------- | ---------------------------- |
| Aqueduc du château de Dobert | Sarthe      | Avoise  | 47° 52′ 25″ nord, 0° 14′ 07″ ouest | « PA00109995 » | Inscrit MH (1989) | Aqueduc du château de Dobert |

### Provence-Alpes-Côte d'Azur
| Édifice                                                         | Département      | Commune                   | Coordonnées                      | Notice         | Protection                           | Illustration                                                    |
| --------------------------------------------------------------- | ---------------- | ------------------------- | -------------------------------- | -------------- | ------------------------------------ | --------------------------------------------------------------- |
| Aqueduc de Clausonnes                                           | Alpes-Maritimes  | Antibes Valbonne          | 43° 36′ 19″ nord, 7° 04′ 04″ est | « PA00080649 » | Inscrit MH (1936)                    | Aqueduc de Clausonnes                                           |
| Aqueduc de Roquefavour                                          | Bouches-du-Rhône | Aix-en-Provence Ventabren | 43° 31′ 00″ nord, 5° 18′ 46″ est | « PA13000037 » | Classé MH (2005)                     | Aqueduc de Roquefavour                                          |
| Pont des Premières Eaux                                         | Bouches-du-Rhône | Aix-en-Provence           | 43° 32′ 06″ nord, 5° 27′ 27″ est | « PA00080972 » | Classé MH (1963)                     | Pont des Premières Eaux                                         |
| Mur aqueduc du château de Lenfant                               | Bouches-du-Rhône | Aix-en-Provence           | 43° 28′ 40″ nord, 5° 23′ 28″ est | « PA00080989 » | Inscrit MH (2021)                    | Image manquante Téléverser                                      |
| Aqueduc de Barbegal                                             | Bouches-du-Rhône | Arles Fontvieille         | 43° 42′ 30″ nord, 4° 42′ 23″ est | « PA00081120 » | Classé MH (1886) · Inscrit MH (1937) | Aqueduc de Barbegal                                             |
| Aqueduc du pont de Crau                                         | Bouches-du-Rhône | Arles                     | 43° 39′ 49″ nord, 4° 38′ 55″ est | « PA00081121 » | Classé MH (1922)                     | Aqueduc du pont de Crau                                         |
| Aqueduc de Meyrargues                                           | Bouches-du-Rhône | Meyrargues                | 43° 38′ 07″ nord, 5° 31′ 17″ est | « PA00081384 » | Classé MH (1922)                     | Aqueduc de Meyrargues                                           |
| Aqueduc des Cinq-Ponts                                          | Var              | Cuers                     | 43° 14′ 25″ nord, 6° 03′ 54″ est | « PA00081586 » | Inscrit MH (1976)                    | Aqueduc des Cinq-Ponts                                          |
| Aqueduc de Mons à Fréjus                                        | Var              | Fréjus                    | 43° 28′ 56″ nord, 6° 44′ 57″ est | « PA00081604 » | Classé MH (1886)                     | Aqueduc de Mons à Fréjus                                        |
| ponts-aqueducs du canal d'irrigation de la commanderie d'Astros | Var              | Vidauban                  | 43° 25′ 46″ nord, 6° 25′ 07″ est | « PA83000019 » | Inscrit MH (2009)                    | ponts-aqueducs du canal d'irrigation de la commanderie d'Astros |
| Aqueduc de Carpentras                                           | Vaucluse         | Carpentras                | 44° 03′ 46″ nord, 5° 03′ 32″ est | « PA00081995 » | Classé MH (1947)                     | Image manquante Téléverser                                      |
| Pont aqueduc de la Canaù (canal Saint-Julien)                   | Vaucluse         | Cavaillon                 | 43° 51′ 26″ nord, 5° 02′ 15″ est | « PA84000056 » | Classé MH (2011)                     | Pont aqueduc de la Canaù(canal Saint-Julien)                    |
| Pont-aqueduc de Galas (canal de Carpentras)                     | Vaucluse         | Fontaine-de-Vaucluse      | 43° 54′ 57″ nord, 5° 06′ 46″ est | « PA84000029 » | Inscrit MH (2001)                    | Pont-aqueduc de Galas(canal de Carpentras)                      |
| Aqueduc du domaine des Barrenques                               | Vaucluse         | Lamotte-du-Rhône          | 44° 17′ 04″ nord, 4° 40′ 22″ est | « PA84000083 » | Inscrit MH (2021)                    | Image manquante Téléverser                                      |
| Pont-aqueduc des Cinq-Cantons (canal de Carpentras)             | Vaucluse         | Loriol-du-Comtat          | 44° 04′ 05″ nord, 5° 01′ 33″ est | « PA84000030 » | Inscrit MH (2001)                    | Pont-aqueduc des Cinq-Cantons(canal de Carpentras)              |